# Моя прекрасная леди (фильм)
«Моя прекрасная леди» (англ. My Fair Lady) — музыкальная комедия режиссёра Джорджа Кьюкора 1964 года с Одри Хепбёрн и Рексом Харрисоном в главных ролях, созданная на основе одноимённого мюзикла Фредерика Лоу и пьесы Джорджа Бернарда Шоу «Пигмалион» и входящая в десятку величайших голливудских мюзиклов. Благодаря коммерческому и критическому успеху картина стала вторым самым кассовым фильмом года и получила 8 премий «Оскар» при 12 номинациях, в том числе за "Лучший фильм" и "Лучшего режиссёра".
В 2018 году внесён в Национальный реестр фильмов, обладая «культурным, историческим или эстетическим значением».
По версии Американского института кино картина занимает ряд мест:
- 91-е место в списке 100 фильмов за 1998 год (выбыла в 2007 году)
- 3-е место в списке женщин 100 звёзд (Одри Хепбёрн)
- 12-е место в 100 страстей
- 17-е место в 100 песен («I Could Have Danced All Night»)
- 8-е место в 25 мюзиклов

## Сюжет
Фильм открывает увертюра, длящаяся около трёх с половиной минут.
Лондон времён короля Эдуарда VII. Профессор Генри Хиггинс (Рекс Харрисон), выдающийся лингвист, преподаватель фонетики, автор «Универсального алфавита Хиггинса» одновременно высокомерный и раздражительный человек, на слух определяющий место рождения людей по голосу, выдвигает теорию о том, как произношение и акцент определяют место человека в обществе («Why Can't the English?»). Молодая Элиза Дулиттл (Одри Хепбёрн), грубая торговка цветами, выросшая в трущобах и говорящая с сильнейшим простонародным акцентом кокни, предаётся мечтам о будущем («Wouldn't It Be Loverly»). С намерением доказать свою точку зрения он заключает пари с полковником Хью Пикерингом (Уилфрид Хайд-Уайт), фонетиком-любителем, исследователем индийских диалектов и автором «Разговорного санскрита» у того на дому. Задача профессора — обучить обычную уличную цветочницу говорить так чисто и грамотно, что высшее общество вынуждено будет принять её как свою. Кроме того, профессор обещает через полгода представить девушку на посольском приёме в Букингемском дворце.
Выбор Хиггинса падает на посетившую его Элизу, вспомнившую его слова о том, что он может обучить ее правильной речи. Увидев чрезмерную высокомерность Хиггинса, оскорбляющую её достоинство, крикливая девушка собирается уйти, но, прельщённая большими перспективами овладения языком, остаётся. Миссис Пирс (Мона Уошборн), экономка профессора, вместе с двумя помощницами насильно заставляют истеричную девушку принять ванну, после чего её старая одежда выбрасывается. Холостяк Хиггинс рассказывает Пикерингу, что будет, если впустить в свою жизнь женщину («An Ordinary Man»).
Элиза на полгода поселяется в доме Хиггинса и начинает учёбу. Она хочет разговаривать правильно, чтобы суметь поступить на работу в цветочный магазин, где требуется произношение лучше, чем у великосветских покупателей. Плата за обучение, которую она может предложить, составляет шиллинг за каждый урок, тогда как Хиггинс привык к более платёжеспособным ученикам. Пикеринг заинтригован идеей выдать обычную цветочницу за герцогиню и обещает финансировать уроки Элизы, если это поможет сбить спесь с Хиггинса.
Альфред «Алфи» Дуллитл (Стэнли Холлоуэй), мусорщик и отец Элизы, любящий просить у прохожих деньги на выпивку и мало принимавший участие в воспитании дочери, не унывает вместе со своими друзьями («With a Little Bit of Luck»). Узнав от хозяйки квартиры, сдающей её Луизе, что та три дня назад приехала на такси с щёголем и забрала вещи, Альфред едет к Хиггинсу, готовый якобы защищать достоинство своей дочери, но в действительности желающий получить от профессора немного денег. Тот выдаёт ему 5 £. Хиггинс впечатлён прямотой высказываний Дулиттла, его врождённым даром красноречия и особенно его циничными, но весьма системными моральными установками — «Мораль мне не по карману!». Элиза грозится муштрующему её профессору, представляя, что сам Эдуард VII издаёт указ о его аресте, а она отдаёт приказ о расстреле («Just You Wait»). Хиггинс рекомендует Дулиттла Эзре Уоллингфорду, обеспеченному американцу, занимающемуся вопросами этики и морали и ищущему «оригинального моралиста», чтобы сделать лектором своего фонда.
Тем временем Элиза продолжает обучение — произносит скороговорки с камешками во рту, как делал Демосфен, наговаривает текст на фонограф и т. п. Прислуга жалеет профессора, проявляющего невиданное терпение к нерадивой ученице («Servants Chorus»). После нескольких месяцев безрезультатной работы у неё наконец-то что-то получается; однажды ночью девушка начинает выговаривать все скороговорки и правильно произносит слова («The Rain in Spain»). Радостная Элиза не в состоянии отправиться в постель, проснувшиеся горничные не в состоянии уговорить её («I Could Have Danced All Night»). Хиггинс и Пикеринг хотят закрепить успех и берут девушку на королевские скачки в Аскоте, графство Беркшир («Ascot Gavotte») где, правда, разрешают ей поддерживать беседу с посторонними лишь на две темы — «погода и здоровье». Миссис Хиггинс (Глэдис Купер), мать Генри, в ложу которой тот привёл Элизу, недовольна появлением сына. Девушка знакомится с миссис Эйнсфилд-Хилл (Изобел Элсом) и её молодым сыном Фредди (Джереми Бретт), сразу обращающим на неё внимание. Прекрасное произношение и манеры не помогают — Элизу обучали «как» говорить, но упустили из виду «что» говорить. Это влечёт за собой обсуждение смерти тёти и пьянства отца уровня улицы в стиле кокни. А в азарте у Элизы, горячо болеющей за лошадь Дувра, на которую у неё сделана ставка, вырывается с трибуны: «Шевели своей толстой задницей!» Хиггинс, скептически относящийся к законам высшего света, с трудом скрывает усмешку. Несмотря на неудовольствие матери Элизой, место которой «на пароме через Ла-Манш», Хиггинс отстаивает своё обучение. Фредди, очарованный Элизой, вечером приходит к дому с цветами («On the Street Where You Live»).
Антракт
Учтя ошибки первого испытания, Хиггинс уделяет внимание и воспитанию Элизы. Приходит время посольского приёма. Элиза выходит в свет в амплуа таинственной леди и даже танцует с трансильванским принцем Грегором («Transylvanian March»). Несмотря на усилия Хиггинса, Элизе приходится пообщаться и с Золтаном Карпати (Теодор Бикель), перехватившим девушку на середине танца — венгерским экспертом по фонетике, когда-то учившемуся у профессора и также умеющим определять места рождения людей на слух (например, он раскрыл греческого посла, якобы не знающего английского и на деле оказавшегося сыном часовщика из Йоркшира). После краткой беседы с Элизой, продолжившей танцевать с новым партнёром («Embassy Waltz»), он авторитетно утверждает, что она, вне всякого сомнения, королевского рода, однако, судя по чистоте и правильности английского языка — почти наверняка иностранка, скорее всего, венгерка. Слух, пронесшийся по бальной зале, достигает Хиггинса, разразившегося неудержимым хохотом — он всегда был невысокого мнения о «своём лучшем ученике». Элиза, между тем, продолжает танцевать с новым партнёром («Embassy Waltz»).
Обитатели дома празднуют триумф («You Did It»). После всех усилий Элиза надеется на похвалу Хиггинса. Однако интерес к её обучению не означает, что ему небезразлично её будущее. Закатив скандал, девушка достаёт из золы подаренное Хиггинсом кольцо, брошенное в камин, и вновь грозится профессору («Just You Wait»). В это время к дому вновь подходит влюблённый Фредди Эйнсфорд-Хилл («On the Street Where You Live»). Девушка собирает вещи и уходит в сопровождении поклонника («Show Me»). На площади Элиза покупает цветы у женщины, в которой видит саму себя («Wouldn't It Be Loverly»). Она возвращается в свой старый дом в Ковент-Гардене, но понимает, что больше не вписывается в прежний мир. Она встречает своего отца, которому «трудами Хиггинса» Эзрой Уоллингфордом, поборником морали, было завещано большое состояние размером 4000£ в год, и теперь Дулиттл вынужден жить ради внезапно объявившихся бедных родственников и женится на мачехе Элизы. Альфред жалуется, что Хиггинс разрушил его жизнь, так как теперь он по рукам и ногам связан «моралью среднего класса», после чего устраивает гулянку в баре перед утренним бракосочетанием («Get Me to the Church on Time»). Утром Хиггинс обнаруживает пропажу Элизы, полковник Пикеринг звонит в Скотленд-Ярд, а затем знакомому в Министерство внутренних дел, с которым не виделся 30 лет, и едет туда. Профессор сетует на поведение женщин («A Hymn to Him (Why Can't A Woman Be More Like a Man?»).
В конце концов профессор случайно обнаруживает девушку у своей матери, которая очень недовольна поведением сына, и пытается уговорить её вернуться. Во время спора с недавней ученицей профессор Хиггинс в ярости от планов Элизы выйти замуж за Фредди и стать помощницей Карпати, но признаёт её независимый характер («Without You»). Элиза уезжает, заявляя, что они никогда не встретятся вновь. После разговора с матерью, во время которого Хиггинс говорит, что не нуждается в Элизе или в ком-либо ещё, он отправляется домой, упрямо утверждая, что девушка приползёт к нему назад, однако по пути домой приходит к тревожному осознанию того, что девушку, ставшую важной частью его жизни, он больше не увидит, а ведь он так «привык к её лицу» («'ve Grown Accustomed to Her Face»). Войдя в кабинет, Хиггинс включает запись голоса Элизы, сделанную во время её первого визита. Элиза появляется в дверях, выключает граммофон и говорит своим старым акцентом кокни: «Я вымыла руки и лицо перед тем, как прийти сюда». Сидящий в кресле Хиггинс, выглядящий сначала удивленным, а затем довольным, говорит: «Элиза… Где, черт возьми, мои домашние тапочки?» (имеются в виду те, которыми девушка в истерике запустила в него накануне вечером), после чего надвигает шляпу на глаза. Элиза смотрит на вальяжно усевшегося профессора и улыбается.
Фильм завершает оркестровая композиция.

## В ролях
- Одри Хепбёрн — Элиза Дулиттл (вокал — Марни Никсон)
- Рекс Харрисон — профессор Генри Хиггинс, лингвист
- Стенли Холлоуэй — Альфред «Алфи» Дулиттл, мусорщик, отец Элизы
- Уилфрид Хайд-Уайт[англ.] — полковник Хью Пикеринг
- Глэдис Купер — миссис Хиггинс, светская дама
- Мона Уошборн — миссис Пирс, экономка Хиггинса
- Джереми Бретт — Фредди Эйнсфорд-Хилл, поклонник Элизы (вокал — Билл Ширли)
- Теодор Бикель — Золтан Карпати, венгерский эксперт по фонетике, бывший ученик Хиггинса
- Изобел Элсом — миссис Эйнсфорд-Хилл
- Генри Дэниелл — посол (в титрах не указан)

## Список композиций
Музыкальное сопровождение фильма обеспечивал The Warner Bros. Studio Orchestra под руководством Андре Превена.
| №   | Название                                                | Исполнитель                                         | Длительность |
| --- | ------------------------------------------------------- | --------------------------------------------------- | ------------ |
| 1.  | «Увертюра»                                              |                                                     | 3:27         |
| 2.  | «Why Can't the English?»                                | Рекс Харрисон                                       | 2:36         |
| 3.  | «Wouldn't It Be Loverly»                                | Марни Никсон                                        | 4:23         |
| 4.  | «An Ordinary Man»                                       | Рекс Харрисон                                       | 4:45         |
| 5.  | «With a Little Bit of Luck»                             | Стенли Холлоуэй                                     | 4:08         |
| 6.  | «Just You Wait»                                         | Одри Хепбёрн и Марни Никсон                         | 3:00         |
| 7.  | «Servants Chorus»                                       | Мона Уошборн                                        | 1:24         |
| 8.  | «The Rain in Spain»                                     | Рекс Харрисон, Уилфрид Хайд-Уайт, Марни Никсон      | 2:49         |
| 9.  | «I Could Have Danced All Night»                         | Марни Никсон, Мона Уошборн                          | 3:56         |
| 10. | «Ascot Gavotte»                                         | хор                                                 | 3:09         |
| 11. | «On the Street Where You Live»                          | Билл Ширли                                          | 2:58         |
| 12. | «Intermission»                                          |                                                     | 4:08         |
| 13. | «Transylvanian March»                                   |                                                     | 1:00         |
| 14. | «Embassy Waltz»                                         |                                                     | 2:46         |
| 15. | «You Did It»                                            | Рекс Харрисон, Уилфрид Хайд-Уайт, Мона Уошборн, хор | 4:39         |
| 16. | «Show Me»                                               | Марни Никсон и Билл Ширли                           | 2:08         |
| 17. | «Get Me to the Church on Time»                          | Стенли Холлоуэй                                     | 3:20         |
| 18. | «A Hymn to Him (Why Can't A Woman Be More Like a Man?)» | Рекс Харрисон, Уилфрид Хайд-Уайт, хор               | 3:15         |
| 19. | «Without You»                                           | Рекс Харрисон, Марни Никсон                         | 2:05         |
| 20. | «'ve Grown Accustomed to Her Face»                      | Рекс Харрисон                                       | 5:26         |
| 21. | «Финал»                                                 |                                                     |              |

## Производство

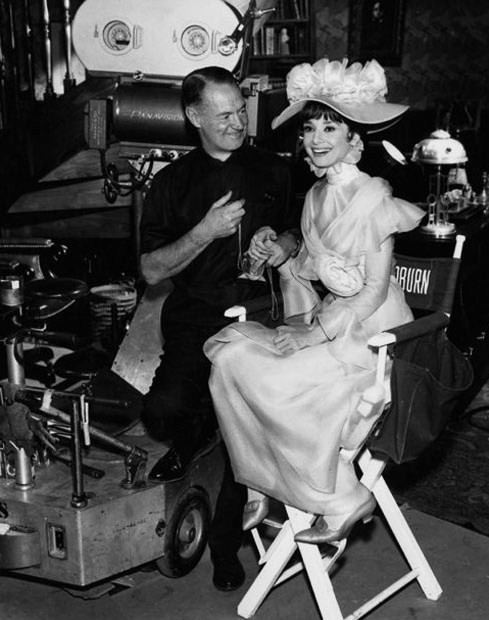
Оператор Гарри Стрэдлинг и Одри Хепбёрн на съемках фильма.

### Музыкальные номера
За исключением «With a Little Bit of Luck» у всех музыкальных номеров в картине собственное звуковое сопровождение. Кроме того, песня Дулиттла, хоть и является третьим музыкальным номером мюзикла, в фильме исполняется четвёртой (учитывается увертюра). Изначально музыкальный номер был разделён на две части. Первая звучит после того, как Элиза выдает «папочке полкроны», вторая часть — сразу после того, как Альфред узнаёт, что его дочь теперь живёт с профессором Хиггинсом. В фильме вся песня исполняется в одной сцене, сразу после «An Ordinary Man» Рекса Харрисона. Но и здесь песня также разделена на две части диалогом (беседа Дулиттла с новой хозяйкой комнаты Элизы).
Из фильма была исключена вторая (по порядку исполнения) инструментальная композиция «Busker Sequence», следующая сразу за Увертюрой. Это единственный музыкальный номер мюзикла, опущенный в фильме. Часть композиции можно услышать в эпизоде, когда в начале фильма Элиза бежит под дождём через дорогу.
Практически все песни в фильме соответствуют музыкальным номерам мюзикла; однако, в некоторых композициях присутствуют ремарки на исполняемый текст песен, что свойственно для киноверсий Бродвейских мюзиклов. Например, из песни Дулиттла «With a Little Bit of Luck» из-за длины и интервалов выброшен стих «У него нет и пенса в кармане» («He does not have a Tuppence in his pocket»), исполняемый Дулиттлом вместе с хором.
Некоторые части «You Did It», первоначально были написаны для бродвейского мюзикла, но Харрисон, ненавидевший лирику, отказался их исполнять. Тем не менее Кьюкор настоял на полной версии песни. В результате первоначально опущенная лирическая часть песни звучит в сопровождении хора слуг, три раза кричащих «БРАВО» и продолжающих номер песней «Congratulations, Professor Higgins».

### Дублирование вокальных партий
До начала и в процессе съёмок Одри Хепбёрн занималась с преподавателем по вокалу и собиралась самостоятельно исполнить музыкальные номера в фильме. Она успела записать несколько фонограмм (Wouldn’t It Be Loverly и Show Me), которые звучали на площадке во время съёмок этих сцен. Однако к тому времени продюсер Джек Уорнер окончательно решил заменить красивый, но ограниченный по диапазону голос Хепбёрн на профессиональное сопрано и пригласил Марни Никсон, которая в прошлом успешно дублировала Дебору Карр в экранизации мюзикла «Король и я» (1956) и Натали Вуд в «Вестсайдской истории» (1961). Пение Хепбёрн было использовано лишь однажды в сцене «Just You Wait Henry Higgins», однако и здесь, когда потребовалось исполнить высокие ноты в середине партии, звучит голос Никсон. В 1994 году в процессе масштабной реставрации оригинальных негативов к 30-летнему юбилею картины, которые значительно пострадали во время землетрясения в Лос Анджелесе, затронувшего киноархивы, удалось обнаружить записи нескольких оригинальных вокальных номеров Хепбёрн, которые были изданы на DVD и Blu-ray. Впоследствии были опубликованы также демозаписи с репетиций Одри Хепбёрн. Под аккомпанемент фортепиано актриса исполнила арии Just You Wait, I Could Have Danced All Night и Withough You, готовясь к записи с оркестром, которая, судя по всему, так и не состоялась.
Исполнитель роли Фредди Джереми Бретт также пострадал от решения продюсера дублировать музыкальные номера. В отличие от Хепбёрн, которая профессионально не училась пению, Бретт обладал хорошо поставленным тенором и исполнял партию в мюзикле «Маригольд» Чарльза Цвара, который, однако, не имел успеха в лондонском театре Савой в 1959 году. Возможно, эта неудача (Бретта среди прочего критиковали за недостаточные вокальные данные) склонила Джека Уорнера к мысли пригласить Билла Ширли записать вместо Бретта знаменитую арию «On The Street Where You Live». Несколько лет спустя Бретт вернулся к пению в телепостановке BBC оперетты «Весёлая вдова» Легара (1968), а также появился в качестве приглашённого гостя в одном из эпизодов Twiggy Show (1975) на BBC, где исполнил три вокальных номера, в том числе из «Весёлой вдовы».
Рекс Харрисон практически сразу отказался делать предварительную запись музыкальных номеров, объяснив это тем, что каждый раз исполняет свои речитативы по-разному и не сможет точно попасть в артикуляцию во время съёмок. Режиссёр принял решение о том, что Харрисон будет исполнять свои номера вживую (Андре Превен записал только партию оркестра, своеобразную «минусовку», которую включали на площадке). Ассистенты звукорежиссёра спрятали под галстуком актёра один из первых радиомикрофонов, который заметен в одном из эпизодов (когда Харрисон спускается по лестнице вниз в сцене «I’m An Ordinary Man»). Помимо невысокого качества звука микрофон создавал немало других технических трудностей: ловил помехи, статику, соседние радиочастоты, неожиданно отключался, поэтому съёмки приходилось прерывать.

### Интермедия
Одно из немногочисленных различий фильма и мюзикла — интермедия (перерыв между действиями). В пьесе интермедия происходит сразу после сцены бала в посольства, на котором Элиза танцует с Карпати. В фильме — непосредственно перед сценой бала.

### Художественное оформление

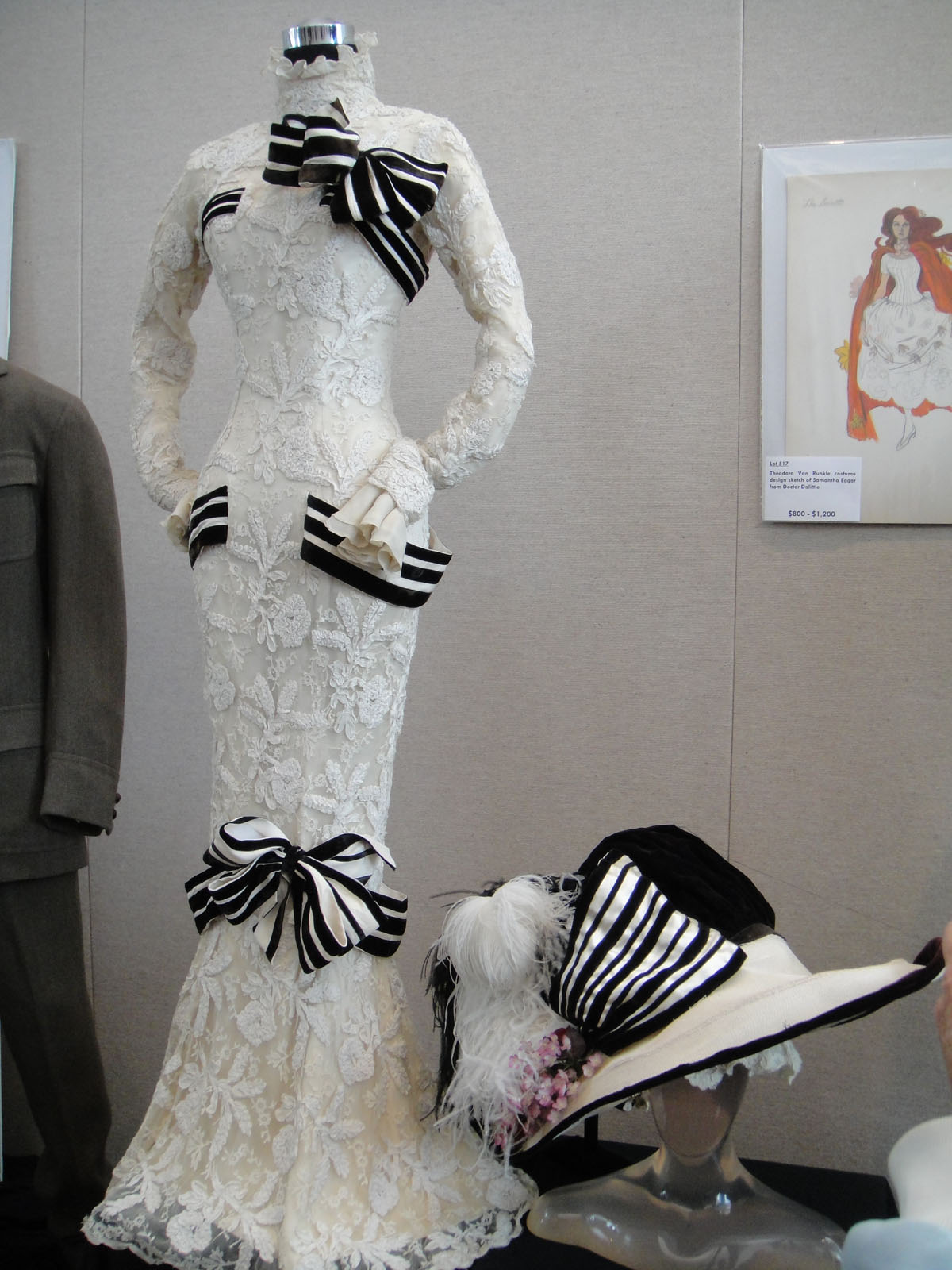
Платье для скачек работы Сесил Битон, костюм Одри Хепбёрн для фильма.

Художественным оформлением фильма занимался Сесил Битон, получивший за свою работу Оскара. При оформлении основного места действия картины (библиотеки в доме Генри Хиггинса) Битон вдохновлялся комнатами в Шато дё Груссэ, расположенном в Монфор-л’Амори во Франции, и художественно обставленный его владельцем Карлосом де Беистеги.
Битон и режиссёр Джордж Кьюкор были давними друзьями, и Битону была предоставлена полная творческая свобода. Однако в процессе трудоёмкой работы над фильмом Кьюкор нередко конфликтовал с Битоном, и, в конце концов, фактически отстранил его от работы. Имя Битона уже были внесено в титры и оговорено в контракте, поэтому Кьюкор обратился к своему близкому другу и помощнику художника картины Джину Аллену с просьбой занять место Битона и закончить работу над декорациями.

### Расхождения по авторскому праву
Глава CBS Уильям С. Пэйли, спонсировавший производство оригинального бродвейского мюзикла в обмен на авторские права на музыку (Columbia Records), согласился продать их Warner bros. в феврале 1962 года за беспрецедентную в то время сумму в $5 миллионов при условии, что права на фильм перейдут CBS через семь лет после его выпуска.
Фильм был впервые выпущен на VHS для домашнего просмотра MGM/CBS в 1981 году и повторно CBS/Fox Video в 1984, 1986, 1991, 1994 и 1996 годах.
В 1971 году Warner bros., изначальный правообладатель фильма, вернул все авторские права на музыку и передал права на картину CBS. В 1998—2008 годах Warner Home Video выпускал фильм на DVD от имени CBS Home Video, в то время как телевизионные права принадлежали CBS Television Distribution. Права на театральную версию пьесы в настоящее время переданы Hollywood Classics от имени Paramount Pictures и CBS.
В 2001 году фильм последний раз вышел на кассетах VHS. 6 октября 2009 года Paramount Pictures выпустила фильм на DVD.

### Blu-ray
15 ноября 2011 года Paramount Pictures выпустила в продажу Blu-Ray версию фильма.

## Награды и номинации

### Награды
- 1965 — 3 премии «Золотой Глобус»:
  - Лучший фильм (комедия или мюзикл)
  - Лучший режиссёр (Джордж Кьюкор)
  - Лучшая мужская роль (комедия или мюзикл) (Рекс Харрисон)
- 1965 — 8 премий «Оскар»:
  - Лучший фильм (Джек Уорнер)
  - Лучший режиссёр (Джордж Кьюкор)
  - Лучшая мужская роль (Рекс Харрисон)
  - Лучшая музыка: Запись адаптированной партитуры (Андре Превен)
  - Лучшая операторская работа (цветной фильм) (Гарри Стрэдлинг)
  - Лучшая работа художника-постановщика (цветной фильм) (Джин Аллен[англ.], Сесил Битон (постановщики), Джордж Джеймс Хопкинс[англ.] (декоратор))
  - Лучший дизайн костюмов (цветной фильм) (Сесил Битон)
  - Лучший звук (Джордж Гроувз («Warner Brothers Studio Sound Department»))
- 1965 — 2 премии «Давид ди Донателло»:
- Лучший иностранный продюсер — Джек Уорнер
- Лучшая иностранная актриса (Одри Хепбёрн)
- 1966 — премия «BAFTA»
- Лучший фильм (Джордж Кьюкор)

### Номинации
- 1965 — «Золотой Глобус»:
  - Лучшая женская роль (комедия или мюзикл) (Одри Хепбёрн)
  - Лучшая мужская роль второго плана (Стенли Холлоуэй)
- 1965 — «Оскар»:
  - Лучшая мужская роль второго плана (Стенли Холлоуэй)
  - Лучшая женская роль второго плана (Глэдис Купер)
  - Лучший адаптированный сценарий (Алан Джей Лернер)
  - Лучший монтаж (Уильям Х. Циглер[англ.])
- 1966 — «BAFTA»
- Лучший британский актёр (Рекс Харрисон)

Одри Хэпбёрн, несмотря на колоссальный успех в роли Элизы Дулиттл, не просто не получила за эту роль премию «Оскар», но даже не была номинирована на неё.
Американская киноакадемия сочла крайне несправедливым то обстоятельство, что режиссёр, которому требовались аристократизм и утончённая красота на крупных планах, отказался от участия в фильме со столь предсказуемым оскароносным потенциалом Джули Эндрюс, много лет блиставшей в роли Элизы на сцене в бродвейской постановке. В результате статуэтка за лучшую женскую роль в 1965 году была демонстративно присуждена именно Дж. Эндрюс — за заглавную роль в фильме «Мэри Поппинс».

### Премии
признание Американского института киноискусства 
- 1998 100 лучших американских фильмов за 100 лет по версии AFI #91
- 2000 100 самых смешных американских фильмов за 100 лет по версии AFI Номинация
- 2002 100 самых страстных американских фильмов за 100 лет по версии AFI #12
- 2004 100 лучших песен из американских фильмов за 100 лет по версии AFI:
  - «I Could Have Danced All Night» #17
  - «I've Grown Accustomed to Her Face[англ.]» Номинация
  - «The Rain in Spain[англ.]» Номинация
- 2006 Лучшие американские фильмы-мюзиклы за 100 лет по версии AFI #8
- 2007 100 лучших американских фильмов за 100 лет по версии AFI Номинация

## Ремейки

### Мультфильм
В 1995 году кинокомпания 20th Century Fox предложили Дону Блуту и Гари Голдману, главам мультипликационного отдела Fox Animation Studios, выбрать между созданием мультипликационного ремейка фильмов Моя прекрасная леди и «Анастасия» 1956 года. Блут и Гольдман выбрали работу над Анастасией.

### Возможный ремейк
Впервые о ремейке картины сообщалось ещё в июне 2008. Предполагалось, что в роли Хиггинса на экранах появится Колин Ферт, а Кира Найтли исполнит роль Элизы, предполагаемый выход фильма обозначался 2010-м годом. Эмма Томпсон, по той же информации, бралась написать сценарий. Среди претендентов на роль Хиггинса также значились Джордж Клуни и Брэд Питт.
В марте 2010 года появилась информация, что в 2012 году планируется выход ремейка режиссёра Джо Райта с Кэри Маллиган в главной роли.